# John Hodnette
John Koga Hodnette (Notasulga (Alabama), 23 de março de 1902 — 13 de junho de 1966) foi um engenheiro elétrico estadunidense. Trabalhou na Westinghouse Electric Corporation.
Recebeu a Medalha Edison IEEE por "significantes contribuições à indústria elétrica mediante projetos criativos e desenvolvimentos de aparelhos de transformação que marcaram novos avanços em proteção, performance e operação. Por sua visão, julgamento e operacionalização que possibilitaram a aplicação prática de ideias que resultaram em avanços da indústria da eletricidade".
Hodnette morreu em uma acidente automobilístico juntamente com sua irmã Mary em 1966.